# Pacsér
Pacsér (szerbül Пачир / Pačir) falu Szerbiában,  Vajdaságban, az Észak-bácskai körzetben.

## Neve
A településnek a múltban több elnevezése is volt, ezek közül is az első a Pacher, mellyel 1409-ben találkozunk, csak valamivel később kapta a Pachyr, majd végül a Pacsér nevet.

## Fekvése
A Telecskai dombok északi lankáin, a helyiek által Krivajának nevezett folyócska partján terül el. A helység Bajmok és Bácskossuthfalva (Moravica) között, Szabadkától 31 km-re délnyugatra található. Tengerszint feletti magassága 103–112 m.

## Története
1409-ben említik először. 1462. február 16-án Mátyás király anyjának, Szilágyi Erzsébetnek ajándékozta a környező falvakkal együtt. 1541-től az Oszmán Birodalom rablóhadjáratai teljesen leigázták. 1580-tól úgy emlegették, mint 16 adófizetős települést.
1680–1726-ig a falu teljesen kihalt. 1726-tól a pacséri puszta a zombori határőrök tulajdonában volt. Először a pásztor családok, akik itt szerettek volna letelepedni, csak kunyhókat, majd később házakat is építettek. A zombori városi vezetőség támogatta azokat akik le akartak telepedni Pacséron, abban az időben a városi kamara legnagyobb pusztasága volt a pacséri. A szervezett telepítés 1783-tól lett intenzívebb, 1786-ban pedig kb. ezer, Kisújszállásról érkezett református magyar telepedtek le itt.
1910-ben 5052 lakosából 3208 magyar, 1439 szerb, 246 német 153 horvát volt. A trianoni békeszerződésig Bács-Bodrog vármegye Topolyai járásához tartozott, majd a délszláv államhoz került. 1941–44 között ismét Magyarország része. 1944-ben a szerb megtorlásnak 200 helyi magyar esett áldozatul.

## Turizmus
A pacséri gyógyfürdő, gyönyörűen feldíszített termálvizes fürdőhely Vajdaságban és általában Európa ezen részén. Meleg vize 1400 méter mélységből származik, és sós, ami egyedülálló élménnyé teszi a fürdő látogatását. A víz a felszín felé haladva különböző kőzetrétegeken halad át, ahol ásványi anyagokkal gazdagodik. A víz nátriumot, jódot, szulfátot, brómot és sok más ásványi anyagot tartalmaz, amelyek elősegítik az egészséget. A víz hőmérséklete a felszínre érve 72 fok, lehűlve eléri a 30-35 fokot, jód és fenol illata van, de pár perc alatt meg lehet szokni. A fürdő 2000 négyzetméteres tó található, és két fedett gyógymedence is üzemel, amelyek télen is működnek.  A víz mélysége a közepe felé növekszik és eléri az 1,70-et. Az alját lekerekített kövekkel borítják, amelyek rendkívül kényelmesek a vízben való járás során. A tó körül körülbelül 150 fő számára van hely. Ingyenes parkolás és vezeték nélküli internet biztosított, a fürdőközpontban pedig csemegét vásárolhatnak a kicsik, vagy ebédelhetnek. Pacséron szép vidéki környezetben található egy nagyon szépen megépített Diana Vadászház, mely három, 10 fő befogadására alkalmas szobával rendelkezik. Pacsértól kb. 2,5 km-re található az akácosrerdő, ezen a helyen egy 1974-ben épült mesterséges tó található, ahol aktívan lehet horgászni.
https://termalonline.hu/furdok/pacser-gyogyfurdo

## Vallási felekezetek
Református templom A pacséri református közösség 1786-ban alakult. amikor a mai lakosok ősei, Kisujszállásról költöztek ide. A templom épülete 1834-ben épült.  A lelkésznő Csányi Erzsébet. Minden vasárnap délelőtt 10 órakor van istentiszteletet és vasárnapi iskolát tartunk, hétfőn délután pedig közösségünk asszonyai tésztát készítenek. E tevékenységek mellett fiataloknak szóló foglalkozásokat is tartanak, nyáron pedig gyermek- és ifjúsági táborokat szerveznek a legkisebbeknek. A közösségen belül pedig óvoda is működik 3-5 éves gyerekek számára.
Az ortodox templom A plébánia 1777-ben alakult. Eredetileg faház volt, mai formáját 1891-től van. A plébánia neve "Péter és Pál Szent Apostolok Temploma". Az épületet 2001 óta folyamatosan felújítják. barokk stílusban. A plébánia a bácskai egyházmegyén belül található.
Római katolikus templom A pacséri katolikus templom 1824-ben épült. Már akkor is a kalocsai egyházmegyéhez tartozott. A fennmaradó dokumentáció szerint a közösségnek ekkor 99 tagja volt. A templom főoltárát Jézus Krisztus képe díszíti a kereszten, maga a templom pedig a „Szent Kereszt felmagasztalása” nevet viseli. A templomtoronyban három harang található,  az elsőt 1974-ben állították helyre.
Baptista Egyház – A baptista mozgalom a 19. században alakult ki Európában. Bácskán a 19. század közepén német és magyar nemzetiségű lakosok körében hozták létre a Baptista Missziót. A küldetés eredményeként új közösségek jöttek létre Zomborban, Bajmokon, Szilágyon, Csonoplján, Bácskossuthfalván, Kishegyesen és Pacséron.
Jellemzőjük, hogy csak a megtérésre és hitvallásra képes felnőttek keresztelkednek alámerítéssel, a Jézus Krisztusba vetett személyes hiten alapuló keresztséggel. Innen kapta a mozgalom nevét az Újszövetség görög nyelvéből: baptizo = bemerítés.
A pacséri baptista gyülekezet közösségének alapítója az 1878-ban született Tóth Sándor volt. Megtérése és megkeresztelkedése 1896-ban volt. Megnősült, és 1919-ben Pacsérra költözött. Azonnal baptista gyülekezetet alapított új otthonában.
A pacséri gyülekezet tagjai kezdetben otthonaikban és házaikban találkoztak, ahol énekeltek, imádkoztak és hallgatták Isten szavát. A közösség idővel bővült és gyarapodott a különféle nehézségekkel szemben. Az első nyilvános keresztelőt Kalmár József végezte1923-ban a helyi uszodában.
1942-ben a pacséri közösségnek 50 tagja volt. Templomépítésbe fogtak, ami a következő évben meg is épült. 1943-ban hivatalosan is megnyitották a pacsér templomot.
Bertalan József és családja 1932-ben költözött Pacsérra. Bertalan Józsefet 1963-ban szentelték körzeti lelkipásztorrá. A második világháború előtt ifjúsági munkás, 1957-től kerületi elnök. A pacséri közösség vezetője mellett évtizedekig a Vajdasági Baptista Gyülekezet vezetője is volt. A kommunizmus idején a nemzetközi misszióban végzett munkája is jelentős volt. Utazásai során hangfelvételeket gyűjtött a Radio Monte Carlo számára.
A 90-es évek óta a gyülekezet lelkipásztora Nyúl Zoltán .

## Népesség

### Demográfiai változások
| 1948 | 1953 | 1961 | 1971 | 1981 | 1991 | 2002 | 2011 |
| ---- | ---- | ---- | ---- | ---- | ---- | ---- | ---- |
| 4907 | 4806 | 4754 | 4189 | 3871 | 3309 | 2948 | 2580 |

### Etnikai összetétel
2002-ben 2948 lakosából 1766 fő magyar, 864 szerb, 68 bunyevác, 55 jugoszláv, 45 horvát, 29 pedig cigány volt.

## Testvérvárosok
- Kisújszállás, Magyarország
- Kunbaja, Magyarország
- Torontáltorda, Szerbia

## Külső hivatkozások
- Pacsér hivatalos honlapja
- A Vajdaság települései és címerei - Pacsér Archiválva 2020. február 18-i dátummal a Wayback Machine-ben – Vajdaság.rs